# Bonnie Dobson
Bonnie Dobson (* 13. November 1940 in Toronto) ist eine kanadische Folk-Sängerin und Songwriterin.

## Leben
Sie lebte und tourte in der ersten Hälfte der 1960er Jahre vorwiegend in den USA. Aufgrund ihrer hellen Sopran-Stimme wurde sie unter anderem mit Joan Baez verglichen ohne jedoch annähernd deren Popularität oder kommerziellen Erfolg zu erreichen. Sie begleitete sich selbst auf der Gitarre und interpretierte eigene Titel, Stücke anderer Songwriter wie Fred Neil oder Gordon Lightfoot und Traditionals.
Ihren bekanntesten Song schrieb sie 1961 mit der apokalyptisch anmutenden Ballade „Morning Dew“, die 1967 durch eine überarbeitete Version von Tim Rose zu einem Folk-Rock-Standard wurde, der seitdem von zahlreichen Interpreten unterschiedlichster Stilrichtungen gecovert wurde. Zu deren namhaftesten zählen The Grateful Dead, Nazareth, Episode Six oder Robert Plant, stilistisch eigenwillige Neubearbeitungen stammen unter anderem von Long John Baldry, Devo oder den Einstürzenden Neubauten. Dobson selbst hat diesen Titel 1969 auf dem Album „Bonnie Dobson“ noch einmal mit Orchester-Arrangement eingespielt.
1969 siedelte sie nach England über, wo sie in der Folgezeit noch einige Alben aufnahm, sich jedoch in den 1980er Jahren aus dem Musikgeschäft zurückzog. Im Jahr 2007 stand sie erstmals wieder im Rahmen des Konzerts „The Lost Ladies of Folk“ auf der Bühne. Darauf folgten weitere Auftritte und im Jahr 2014 mit Take Me for a Walk in the Morning Dew wieder ein Studio-Album mit neuen Einspielungen bekannter Songs und einigen neuen Titeln.

## Diskographie
- 1960: Dear Companion (Prestige)
- 1960: She's Like a Swallow (Prestige)
- 1962: At Folk City [live] (Prestige)
- 1962: Sings a Merry-go-round of Children's Songs (Prestige)
- 1964: For the Love of Him (Mercury)
- 1969: Bonnie Dobson (RCA)
- 1970: Good Morning Rain (RCA)
- 1972: Bonnie Dobson (Argo)
- 1976: Morning Dew (Polydor)
- 2010: Looking back (Biber)
- 2014: Take Me for a Walk in the Morning Dew (Hornbeam)